# Wahl des Parlaments der Deutschsprachigen Gemeinschaft 2009
- SP: 5
- Ecolo: 3
- Vivant: 2
- PFF: 4
- ProDG: 4
- CSP: 7

Die Wahl des Parlaments der Deutschsprachigen Gemeinschaft 2009 fand am 7. Juni 2009 statt. Gewählt wurden die Mitglieder der Legislative der Deutschsprachigen Gemeinschaft Belgiens für die Legislaturperiode 2009–2014. Zur Wahl stellten sich die Christlich Soziale Partei (CSP), die Sozialistische Partei (SP), die Partei für Freiheit und Fortschritt (PFF), ProDG, Ecolo und Vivant.
Insgesamt waren bei der Wahl 45.945 Personen stimmberechtigt, von denen 37.962 gültige Stimmen abgaben. Diese verteilten sich wie folgt auf die einzelnen Parteien:
| Partei | Anzahl Stimmen | Anteil in % | Anzahl Sitze |
| ------ | -------------- | ----------- | ------------ |
| CSP    | 10.122         | 27,02       | 7            |
| SP     | 7731           | 19,3        | 5            |
| PFF    | 6562           | 17,52       | 4            |
| ProDG  | 6553           | 17,49       | 4            |
| Ecolo  | 4310           | 11,5        | 3            |
| Vivant | 2684           | 7,16        | 2            |

Die Partei ProDG trat 2009 erstmals zur Wahl an, kann jedoch als inoffizielle Nachfolgepartei der Partei der deutschsprachigen Belgier (PDB) betrachtet werden, die sich am 14. November 2009 auflöste und bei der Parlamentswahl 2004 auf der Liste PJU/PDB 11,69 % der Stimmen sowie 3 Sitze erreichte.
Schließlich fanden sich SP, PFF und ProDG zu einer Dreiparteien-Koalition zusammen, die folgende Minister in die Regierung der Deutschsprachigen Gemeinschaft entsandte:
- Karl-Heinz Lambertz (SP): Ministerpräsident, Minister für lokale Behörden
- Harald Mollers (ProDG): Minister für Familie, Gesundheit und Soziales
- Oliver Paasch (ProDG): Minister für Unterricht, Ausbildung und Beschäftigung
- Isabelle Weykmans (PFF): Ministerin für Kultur, Medien und Tourismus